# Costemilophus aurantius
Costemilophus aurantius är en skalbaggsart som beskrevs av Maria Helena M. Galileo och Martins 2005. Costemilophus aurantius ingår i släktet Costemilophus och familjen långhorningar.
Artens utbredningsområde är Costa Rica. Inga underarter finns listade i Catalogue of Life.